# Astragalus bilobatoalatus
Astragalus bilobatoalatus là một loài thực vật có hoa trong họ Đậu. Loài này được (Rassulova) Podl. miêu tả khoa học đầu tiên năm 1988.